# هاپلوسوچوس
هاپلوسوچوس (نام علمی: Hoplosuchus) نام یک سرده از فراراسته تمساح‌ریختان است.